# Глушко, Мария Васильевна
Мария Васильевна Глушко́ (18 января 1922 года, Владивосток, Приамурский земский край — 27 марта 1993 года, Симферополь, Украина) — советская и украинская писательница, сценарист. Член Союза писателей Украины (с 1954). Ответственный секретарь, позднее — председатель Крымской организации Союза писателей Украины.

## Биография
Дочь военачальника-артиллериста. Долгое время с семьёй жила в Саратове. Перед началом Отечественной войны вышла замуж за своего однокурсника — студента Бауманского института.
Училась в Московском механико-машиностроительном институте (1939—1946). Участница Великой Отечественной войны. Добровольцем пошла на фронт защищать Родину. О тех мытарствах, какие выпали на её долю, позже написала в своих произведениях.
В 1955 году окончила Крымский педагогический институт в Симферополе. Позже — Литературный институт имени А. М. Горького в Москве.
Жила и творила в Крыму. В 1960 году возглавляла редколлегию альманаха «Крым», затем 12 лет руководила Крымским отделением Союза писателей Украины (с 1980), была членом редколлегии журнала «Радуга».
В последние годы участвовала в работе Крымского республиканского Фонда культуры.
Тяжело переживала распад СССР, после которого больше не писала.

## Награды
- орден «Знак Почёта» (18.01.1982)
- медаль «За трудовую доблесть» (28.10.1967)[1]
- другие медали

## Творчество
Крымская писательница.
Автор около 20 романов, повестей, рассказов, киносценариев (фильм «Каждый вечер после работы», киностудия им. А. Довженко, 1973, «Год активного солнца», Одесская киностудия, 1981).
Основные темы произведений — социально-нравственные аспекты отношений личности и общества, высокие моральные качества советского человека, становление характера молодого рабочего. Писательница проявляет особый интерес к проблемам семьи, положению женщины в обществе. Ряд произведений направлен на осуждение войны, обрекающей на страдания женщин и детей.

## Избранные произведения
- «Анна Ильина» (1951),
- «На всю жизнь» (1956),
- «Это мой сын» (1958),
- «Юлька» (сборник рассказов, 1960),
- «Потому что люблю» (1962),
- «Живым говори — До свидания» (1963),
- «Живите дважды» (1966),
- «Елена Николаевна» (1969),
- «Потому что люблю» (1972),
- «Ночной троллейбус» (1972),
- «Трудный день» (1978),
- «Год активного солнца» (1980),
- «Возвращение» (1984),
- «Кольцо для Анастасии» (1986),
- «Мадонна с пайковым хлебом» (1987)

## Экранизации
- 1973 — Каждый вечер после работы — по мотивам повести «Елена Сергеевна»